# 青森県道113号五戸六戸線
青森県道113号五戸六戸線（あおもりけんどう113ごう ごのへろくのへせん）は、青森県三戸郡五戸町から上北郡六戸町に至る一般県道である。

## 概要
三戸郡五戸町上新井田の国道4号交点から旧国道4号区間を南下し、供用開始当初の起点・三戸郡五戸町字観音堂で北東に進路を変えて、五戸町の中心部を通る。五戸町蛯川村で北に進路を取り、相坂川右岸で青森県道20号八戸三沢線に合流し、川を渡って六戸町大字犬落瀬の県道20号上で終点となる。

### 路線データ
- 起点：三戸郡五戸町[1]（三戸郡五戸町字観音堂[2]）
- 終点：上北郡六戸町[1]（上北郡六戸町大字犬落瀬字明土[2]）

## 歴史
- 1961年（昭和36年）2月10日 - 県道に認定される[1]。

## 路線状況

### 重複区間
- 青森県道15号橋向五戸線（三戸郡五戸町西ノ沢 - 三戸郡五戸町花道川原）
- 青森県道213号柳町下田停車場線（上北郡六戸町上吉田・地内）
- 青森県道20号八戸三沢線（上北郡六戸町上吉田 - 上北郡六戸町大字犬落瀬・終点）

## 地理

### 交差する道路
- 国道4号（三戸郡五戸町上新井田、起点）
- 青森県道15号橋向五戸線（三戸郡五戸町西ノ沢）
- 青森県道15号橋向五戸線（三戸郡五戸町花道川原）
- 青森県道119号五戸下田停車場線（三戸郡五戸町蛯川村）
- 青森県道213号柳町下田停車場線（上北郡六戸町上吉田）
- 青森県道20号八戸三沢線・青森県道213号柳町下田停車場線（上北郡六戸町上吉田）
- 青森県道20号八戸三沢線・青森県道212号米田六戸線（上北郡六戸町大字犬落瀬、終点）

### 沿線の施設など
- 五戸警察署 蛯川駐在所
- 五戸町立川蛯川小学校
- 五戸町役場
- 五戸町立五戸小学校
- 五戸警察署 本署
- 五戸郵便局
- 青森みちのく銀行 五戸中央支店
- 青森みちのく銀行 五戸支店